# Biscotti catalani

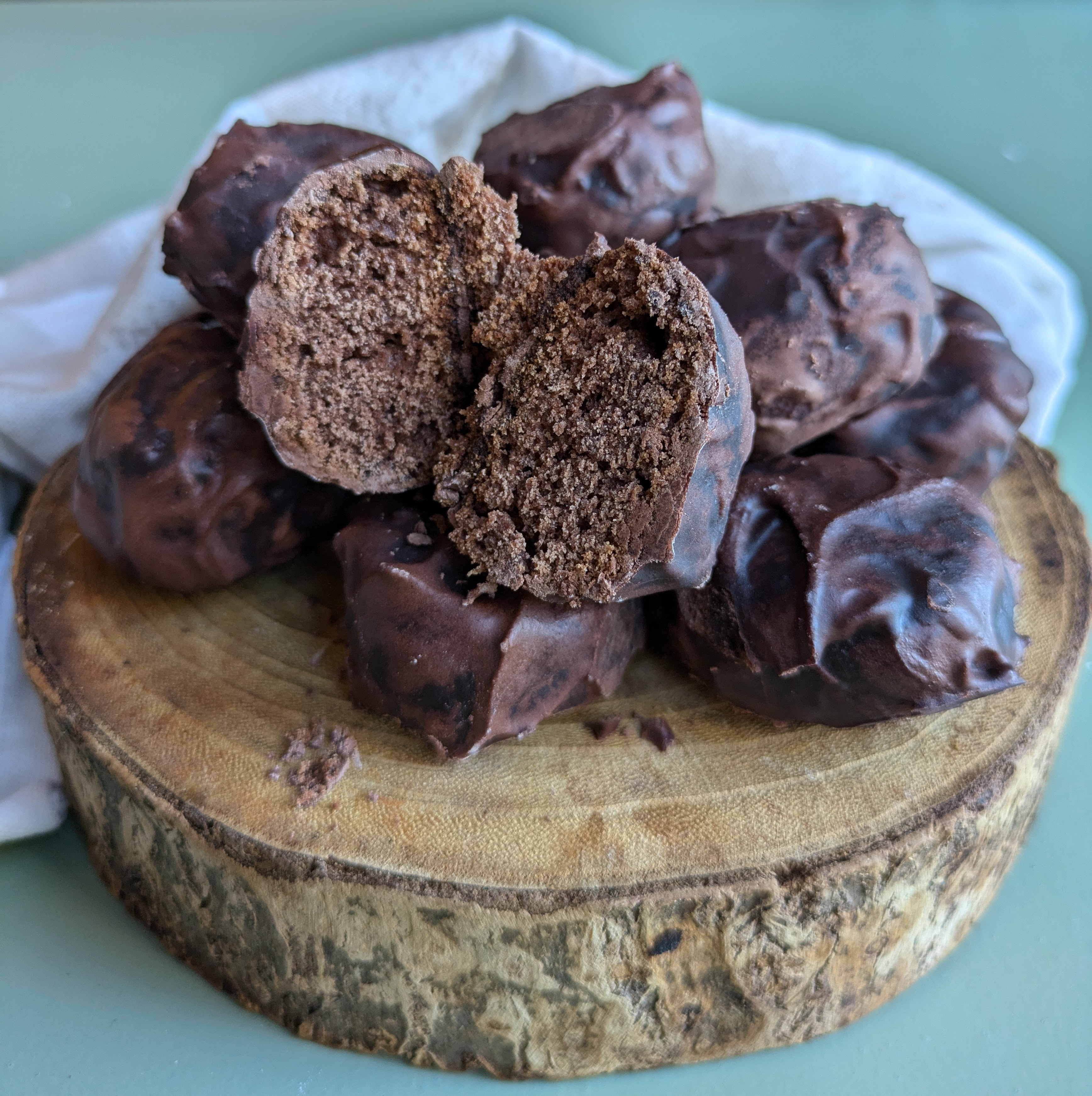
Totò al cioccolato

I biscotti catalani sono dolci tipici della provincia di Palermo, di forma rotonda o cilindrica e ricoperti di glassa di zucchero, che vengono consumati durante le festività dei defunti. I dolci con la glassa chiara vengono chiamati biscotti catalani chiari o biscotti teìo, mentre quelli con la glassa scura (al cioccolato) vengono chiamati biscotti catalani scuri o biscotti tetù. Varianti di questi dolci, con altri nomi, si trovano anche in altre province siciliane.

## Preparazione
Si prepara l’impasto con farina 00, zucchero, strutto, un uovo e mandorle pelate e tritate; si dà ai biscotti una forma rotonda o allungata e si fanno cuocere al forno. Si prepara la glassa chiara con zucchero a velo e albume, mentre per la glassa scura si aggiunge il cacao. Si spennellano i biscotti con la glassa e si rimettono al forno per qualche minuto per farli asciugare.

### Variante catanese
A Catania la ricetta non prevede l'uso delle mandorle e i biscotti hanno una forma cilindrica. I dolci con la glassa chiara vengono chiamati biscotti regina e prevedono l'aggiunta di limone nella glassa, mentre i dolci con la glassa scura al cacao vengono chiamati biscotti bersagliere.
Nella città etnea esiste un terzo tipo di dolce chiamato biscotto totò, di forma rotonda e ricoperto di glassa al cioccolato: all'impasto, uguale a quello dei biscotti regina e bersagliere, viene aggiunto il cacao, per cui il biscotto risulta scuro sia all'interno che all'esterno.